# Panoší Újezd
Panoší Újezd (en allemand : Horomierschitz) est une commune du district de Rakovník, dans la région de Bohême-Centrale, en Tchéquie. Sa population s'élevait à 281 habitants en 2020.

## Géographie
Panoší Újezd se trouve à 7,6 km au sud de Rakovník et à 50 km à l'ouest-nord-ouest du centre de Prague.
La commune est limitée par Hvozd au nord, par Pavlíkov à l'est, par Slabce au sud, et par Krakovec et Malinová à l'ouest.

## Histoire
La première mention écrite de la localité date de 1352.

## Transports
Par la route, Panoší Újezd se trouve à 10,5 km de Rakovník et à 68 km du centre de Prague.